# Sarsiella murrayana
Sarsiella murrayana är en kräftdjursart som beskrevs av Scott 1894. Sarsiella murrayana ingår i släktet Sarsiella och familjen Sarsiellidae. Inga underarter finns listade i Catalogue of Life.